# Киргули
Киргули (узб. Қиргули, Qirguli) — жилой массив в составе города Ферганы. Расположен в 4 км к северу от центра. По состоянию на 2012 год население составляло 22 808 жителей.

## История
С 1961 года был посёлком городского типа в подчинении Ферганского горсовета. До 2004 года имел статус района Ферганы.

## Промышленность
На территории Киргилинской промзоны расположены такие крупнейшие предприятия нефтехимической отрасли страны, как Ферганский нефтеперерабатывающий завод и акционерное общество «Ферганаазот», специализирующееся на производстве минеральных удобрений, а также Ферганская ТЭЦ, обеспечивающая электрической и тепловой энергией близлежащие районы Ферганы, Маргилана и Ташлака.

## Образование
Здесь расположен один из крупнейших технических вузов республики — Ферганский политехнический институт.
Здесь расположена одна из самых первых частных школ Узбекистана